# Voinîha, Lubnî
Voinîha (în ucraineană Войниха) este localitatea de reședință a comunei Voinîha din raionul Lubnî, regiunea Poltava, Ucraina.

## Demografie
Componența lingvistică a localității Voinîha
     Ucraineană (97,96%)
     Rusă (2,04%)
Conform recensământului din 2001, majoritatea populației localității Voinîha era vorbitoare de ucraineană (97,96%), existând în minoritate și vorbitori de rusă (2,04%).